# Stade olympique de Kiev
Le NSC Olimpiyskyi (nom complet : Complexe sportif national Olimpiyskyi ; en ukrainien : Національний спортивний комплекс «Олімпійський») est un stade ukrainien de 70 050 places situé à Kyiv.
Il est le premier site sportif de l'Ukraine. Le complexe possède également plusieurs autres installations sportives. Il a accueilli la finale de l'Euro 2012 et la finale de la Ligue des champions de l'UEFA 2017-2018, ainsi que quelques matchs de football lors des Jeux olympiques d'été de 1980.
Le stade est desservi par la station de métro Olimpiiska.

## Histoire
Le stade change de nombreuses fois de nom au long de son histoire : Stade rouge Trotski (1923), Stade rouge (1924 - 1935), Stade républicain Kossior (1936 - 1938), Stade républicain (1938 - 1941), Stade républicain Khrouchtchev (1941), Stade pan-ukrainien (1941 - 1943), Stade républicain Khrouchtchev (1944 - 1962), Stade central (1962 - 1979) et Stade républicain (1980 - 1995).

### Euro 2012
Le stade a été proposé pour la finale du tournoi dès que la Pologne et l'Ukraine furent annoncés comme pays hôtes du Championnat d'Europe de football 2012. Le bâtiment a été rénové pour le tournoi, un toit ayant été construit et la capacité réduite à 70 050 places, contre 83 450 places auparavant.
Commencée le 1er décembre 2008, la reconstruction du stade a coûté près de 430 millions d'euros,. Le stade a officiellement rouvert le 8 octobre 2011.

#### Championnat d'Europe de football 2012
Cinq matchs de l'Euro 2012 ont lieu au Stade olympique de Kyiv.
| Date             | Heure   | Équipe 1 | Résultat           | Équipe 2   | Tour               | Affluence |
| ---------------- | ------- | -------- | ------------------ | ---------- | ------------------ | --------- |
| 11 juin 2012     | 21 h 45 | Ukraine  | 2 - 1              | Suède      | 1er tour, groupe D | 64 290    |
| 15 juin 2012     | 22 h    | Suède    | 2 - 3              | Angleterre | 1er tour, groupe D | 64 640    |
| 19 juin 2012     | 21 h 45 | Suède    | 2 - 0              | France     | 1er tour, groupe D | 63 010    |
| 24 juin 2012     | 21 h 45 | Italie   | 0 - 0ap (4 - 2)tab | Angleterre | Quarts de finale   | 64 340    |
| 1er juillet 2012 | 20 h 45 | Espagne  | 4 - 0              | Italie     | Finale             | 63 170    |

## Événements
- Coupe d'Europe des nations d'athlétisme 1967
- Match retour de la Supercoupe de l'UEFA 1975, 6 octobre 1975
- Football aux Jeux olympiques d'été de 1980
- Finale de la Coupe d'Ukraine de football, 1992 à 2007, 2012 et 2015
- Championnat d'Europe de football 2012 (5 matchs dont la finale)
- Finale de la Ligue des champions de l'UEFA 2017-2018
- Madonna s'y produisit le 4 août 2012, dans le cadre de sa tournée The MDNA Tour

## Galerie

Reconstruction (2009)
Façade
Vue générale du stade
Façade
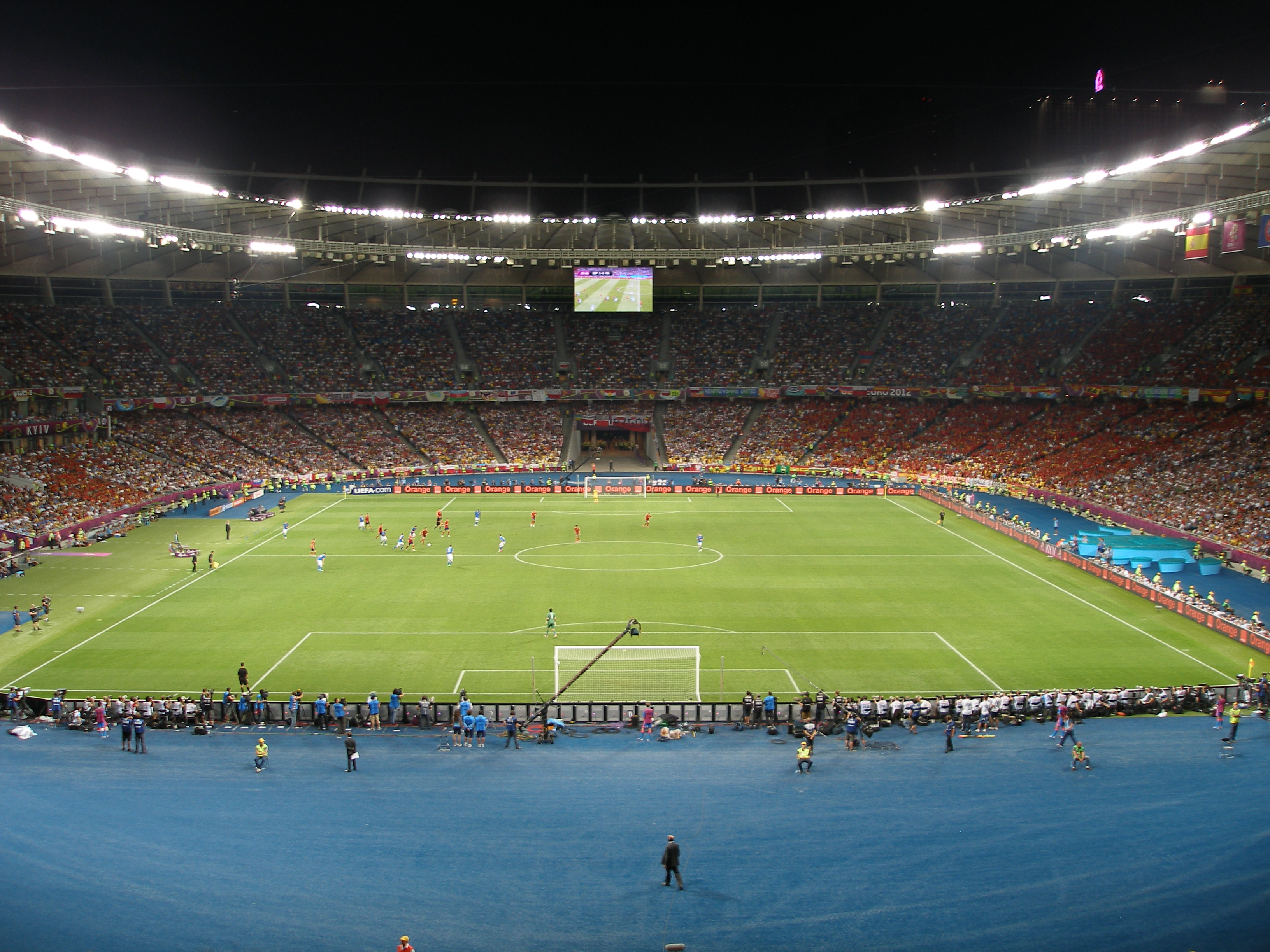
Finale de l'Euro 2012
Ancien logo.
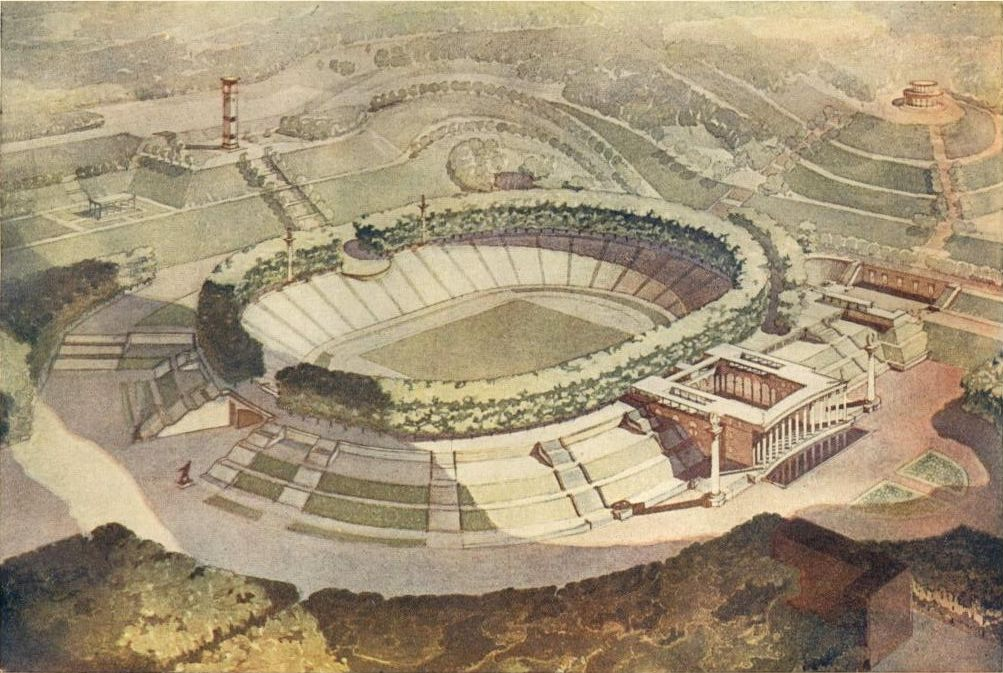
Le Stade en 1938.